# Pseudosolanderia
Pseudosolanderia is een geslacht van neteldieren uit de familie van de Teissieridae.

## Soorten
- Pseudosolanderia picardi Bouillon & Gravier-Bonnet, 1988
- Pseudosolanderia sagamina (Hirohito, 1988)